# MQ-9 Reaper

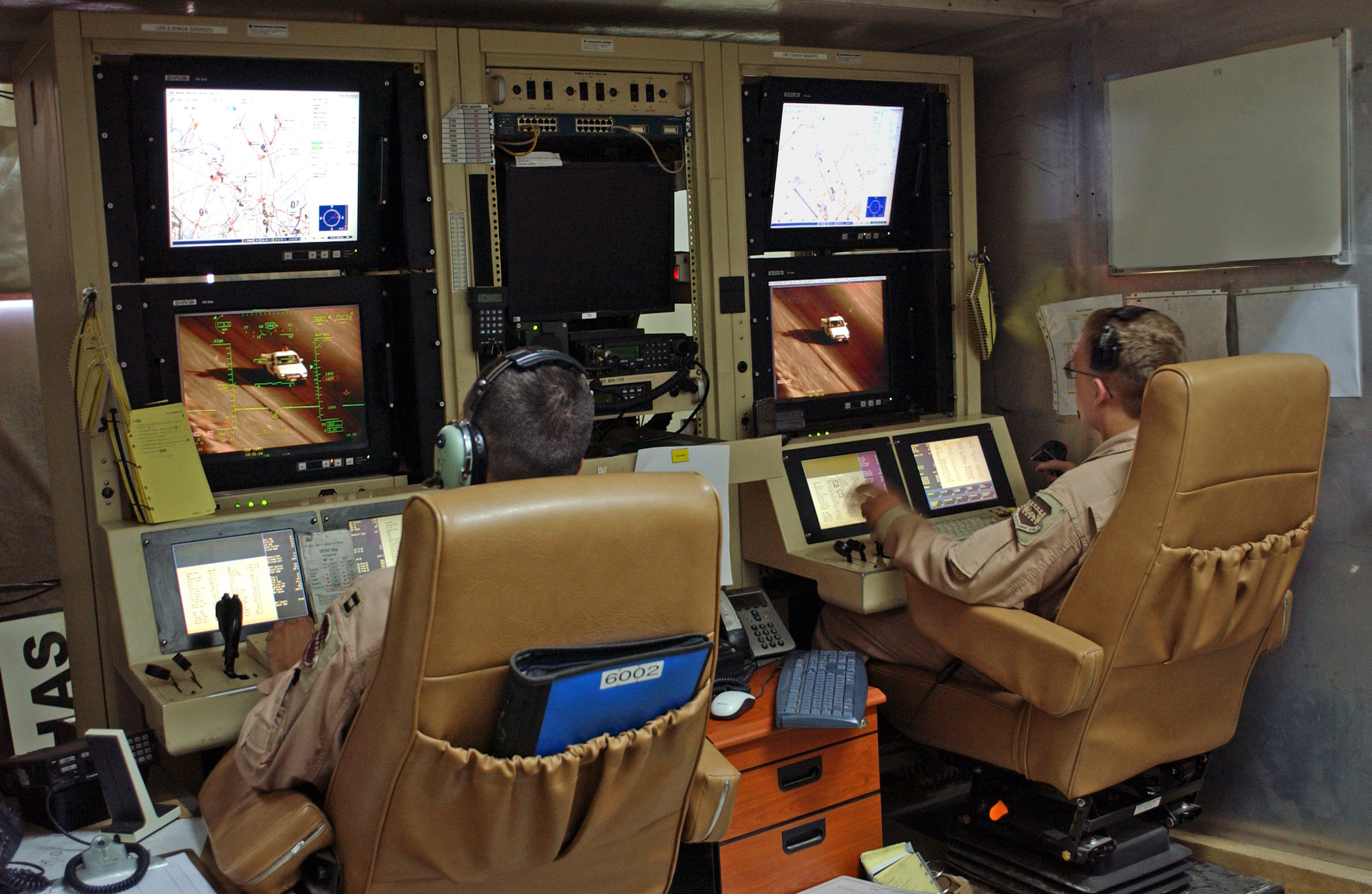
Besturing van de Reaper gebeurt door een piloot (L) en een sensoroperator (R)

De MQ-9 Reaper is een onbemand vliegtuig voor middelgrote hoogte, en is een doorontwikkeling van de MQ-1 Predator. Dit onbemande verkennings- en aanvalsvliegtuig is ontwikkeld door General Atomics Aeronautical Systems, een bedrijf met vestigingen in San Diego en het nabijgelegen Poway.
De MQ-9 Reaper is een zogenoemde MALE UAV (medium altitude long endurance unmanned aerial vehicle). Dit onbemande vliegtuig is 24 uur per dag tot circa 13 kilometer hoogte inzetbaar en kan ongeveer 2000 kg aan lading vervoeren. Dit kunnen onder andere zijn de AGM-114 Hellfire-raketten, GBU-12 Paveway II en GBU-38 Joint Direct Attack Munition (JDAM).
Elk MALE UAV-systeem bestaat uit vier toestellen en vier grondstations: twee grondstations voor vluchten vanaf de thuisbasis en twee voor het opstijgen en landen vanaf een inzetlocatie. Contact tussen de verschillende onderdelen van het systeem gebeurt per satellietverbinding.
Het vliegtuig is geschikt om zeer langdurig in de lucht te blijven en om doelen snel uit te schakelen. Daarnaast wordt de Reaper gebruikt voor inlichtingen, bewaking en verkenningsmissies. De Reaper is operationeel in gebruik in Afghanistan en Irak door de Amerikaanse en de Britse luchtmacht.
Tijdens een operatie worden de Reaper-beelden in real-time (bijna zonder vertraging) online door specialisten geanalyseerd en geïnterpreteerd en worden data en beelden met de opdrachtgever gedeeld. Naast NAVO-krijgsmachtonderdelen, kunnen dat nationale civiele organisaties als Justitie en Veiligheid en politie zijn. De Reaper maakt het mogelijk om troepenbewegingen, terroristische activiteiten, smokkelroutes en vluchtelingenstromen in kaart te brengen. Hiermee worden eigen troepen veilig en goed geïnformeerd, zodat ze op het juiste moment ingezet worden. Ook kan de Reaper ingezet worden bij bosbranden en voor dijkbewaking en voor het opsporen van drugskwekerijen.

## Nederland
In november 2013 werd bekendgemaakt dat de Koninklijke Luchtmacht vanaf eind 2017 gebruik wilde gaan maken van MQ-9 Reapers. Deze zijn in 2017 besteld en in september 2018 werd op de Vliegbasis Leeuwarden het in 2010 opgeheven 306 (verkennings)squadron gereactiveerd. Het 306 Squadron wordt vanaf 2020 uitgerust met vier MQ-9 Reaper UAV’s. De eerste van de vier werd op 7 juli 2021 gepresenteerd tijdens een ceremonie bij de fabrikant General Atomic. Na een serie testvluchten onder verantwoordelijkheid van de fabrikant zullen ze later worden overgebracht naar de vliegbasis Leeuwarden. De verwachting is dat 306 squadron in 2023 operationeel zal zijn.
De Vliegbasis Leeuwarden beschikt over een trainingssimulator voor dit systeem, MALE RPAS (medium altitude long endurance, remotely piloted aircraft system).
In juli 2018 werd door Defensie een overeenkomst getekend voor de aanschaf van vier MQ-9 Reapers tijdens de Farnborough International Airshow in Engeland.
Per december 2018 zijn de opleidingen voor MQ-9 Reaper vlieger en sensoroperator gestart. Ze duren ongeveer zes maanden en het personeel is hiervoor tijdelijk ingedeeld bij het 49th Wing Operations Support Sq[uadron] op Holloman Air Force Base. De cursisten bestaan uit ervaren vliegers en gespecialiseerd inlichtingenpersoneel. Vlieger en sensoroperator werken naast elkaar vanuit het bijbehorende Ground Control Station (GCS): de eigenlijke ‘cockpit’ van de Reaper. Van hieruit kunnen zij het toestel via een satellietverbinding besturen en dit maakt eventueel wereldwijde inzet mogelijk.
Op 20 april 2022 werd vanaf Curaçao International Airport de eerste trainingsvlucht met een Nederlandse MQ-9 gemaakt.
Op 24 juni 2022 heeft het ministerie van defensie bekendgemaakt dat ze vier MQ-9 reaper toestellen gaat kopen. Defensie wil de toestellen zo snel mogelijk bestellen. De bestelling moet uiterlijk 31 augustus 2022 zijn ingediend.

## België
Ook de Belgische regering besliste in oktober 2019 om vier drones te kopen ter waarde van 600 miljoen dollar.